# Недим Генджев
Недим Хафъз Ибрахим Генджев е български мюфтия.

## Биография
Недим Генджев е роден на 1 октомври 1945 година в Глоджево в турско семейство. Баща му Ибрахим Генджев е учител до 1937 година, а след Деветосептемврийския преврат става член на Българската комунистическа партия (БКП), през периода 1946 – 1953 година е народен представител.
През 1959 година Генджев завършва основно образование в Кубрат, а през 1963 година – средно образование в Селскостопанския техникум „Ангел Кънчев“ в Русе, след което от 1963 до 1965 година служи в Строителните войски в Чернево. През 1967 година става член на БКП, от 1968 година работи в апарата на Димитровския комунистически младежки съюз в Шумен, докато следва задочно право в Софийския университет.
През август 1973 година Недим Генджев става офицер в Държавна сигурност, зачислен в отделението за контраразузнаване по турска линия при окръжното управление на Министерството на вътрешните работи в Шумен. През 1974 година се дипломира в Софийския университет. Официално е уволнен от Държавна сигурност през май 1982 година като старши лейтенант. През 1986 година е в Сирия, където защитава докторат на тема „Социалната справедливост в исляма и социализма“.
През 1988 година Генджев е назначен за главен мюфтия по предложение на Георги Танев, който смята предшественика му Миран Топчиев за недостатъчно ентусиазиран в подкрепата си за т.нар. „Възродителен процес“ (по това време сямият Генджев е преименуван на Недю).
През 1991 година Недим Генджев е отстранен от поста главен мюфтия. През 1994 година е избран за председател на Върховния мюсюлмански духовен съвет, което предизвиква разцепление сред мюсюлманската общност и в продължение на няколко години в страната има две паралелни мюфтийски структури. През следващите години той продължава да води съдебни дела за ръководството на мюсюлманското вероизповедание.